# Adapasia
× Adapasia, (abreviado Adps) en el comercio, es un híbrido intergenérico entre los géneros de orquídeas Ada x Aspasia. Fue publicado en Orchid Rev. 105(1217): 318 (1997).